# Amoraite
L'amoraite (simbolo IMA: Amor) è un raro minerale del supergruppo dell'idrotalcite appartenente alla famiglia minerale dei "nitrati e carbonati" con composizione chimica Ca12Al6(OH)36(CO3)2(SO3) • 15(H2O).

## Etimologia e storia
L'amoraite è stata rinvenuta per la prima volta in quella che è la sua località tipo, il bacino di Hatrium in Israele. Il suo campione tipo è invece conservato presso l'Accademia russa delle scienze di Mosca, nel museo mineralogico "A.E. Fersman" con il numero di catalogo 5877.

## Classificazione
Dato che l'amoraite è stata approvata come minerale indipendente dall'Associazione Mineralogica Internazionale (IMA) nel 2023, non è elencata in alcuna delle classificazioni "classiche" della mineralogia: né nella sistematica dei minerali di Dana, né nella Sistematica dei lapis (Lapis-Systematik) di Stefan Weiß (aggiornata nel 2018), né nella nona edizione della sistematica dei minerali di Strunz.
È però presente nell'edizione successiva, proseguita dal database "mindat.org" e chiamata Classificazione Strunz-mindat, dove è elencata nella classe "5. Carbonati (nitrati)" e nella sottoclasse "5.D Carbonati con anioni aggiuntivi, con H2O"; questa è ulteriormente suddivisa in base alla dimensione dei cationi coinvolti, in modo che il minerale possa essere trovato nella sezione "5.DA Con cationi di media dimensione", dove forma il sistema in attesa di numerazione 5.DA insieme ad alexkhomyakovite.

## Abito cristallino
L'amoraite cristallizza nel sistema triclino nel gruppo spaziale P1 (gruppo nº 2) con i parametri reticolari a = 15,2630(2) Å, b = 16,0664(2) Å, c = 23,0448(3) Å, α = 100,259(1), β = 100,936(1) e γ = 94,299(1)°.

## Origine e giacitura
L'amoraite è un minerale rarissimo ed è stato rinvenuto solo nella sua località tipo, nel bacino di Hatrium, nel Distretto Meridionale di Israele (31.20833°N 35.25833°E).